# Area Marina di Capo Passero
Area Marina di Capo Passero este o arie protejată (arie de protecție specială avifaunistică — SPA) din Italia întinsă pe o suprafață de 74.351 ha, integral marine.

## Localizare
Centrul sitului Area Marina di Capo Passero este situat la coordonatele 36°40′45″N 15°09′14″E / 36.6791°N 15.1539°E.

## Înființare
Situl Area Marina di Capo Passero a fost declarat arie de protecție specială avifaunistică în decembrie 2019 pentru a proteja 4 specii de animale.

## Biodiversitate
Situată în ecoregiunea mediteraneană, aria protejată conține 3 habitate naturale: Recifuri, Straturi cu Posidonia (Posidonion oceanicae), Peșteri marine scufundate complet sau parțial.
La baza desemnării sitului se află mai multe specii protejate:
- păsări (3): Larus audouinii, Mergus serrator, corcodel-cu-gât-negru (Podiceps nigricollis)
- mamifere (1): delfin mare (Tursiops truncatus)

Pe lângă speciile protejate, pe teritoriul sitului au mai fost identificate 1 specie de plante, 1 specie de nevertebrate.